# Голоса из России

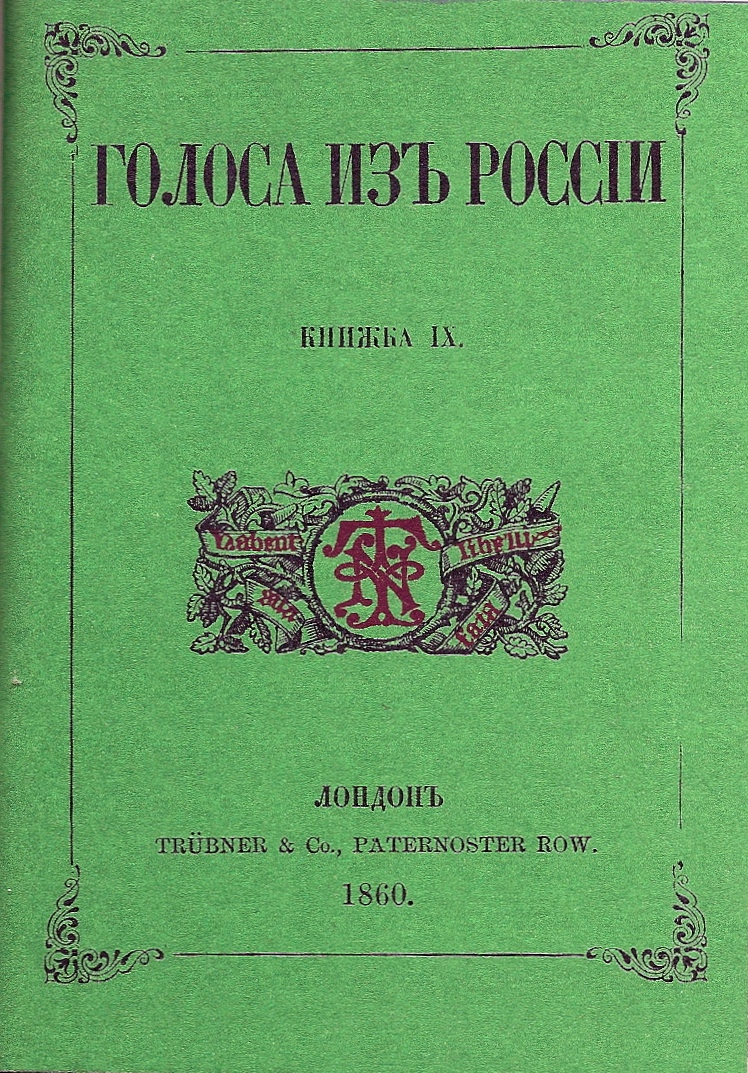
Обложка последнего выпуска «Голосов из России». 1860 год.

Голоса́ из Росси́и — сборники статей, издававшиеся А. И. Герценом и Н. П. Огарёвым в Лондоне, в Вольной русской типографии, в 1856—1860 гг.

## История издания
Издание комплектовалось из писем, поступавших в лондонскую редакцию «Полярной звезды» и «Колокола». Часть корреспонденции не соответствовала революционной линии этих изданий. Рукописи из России в значимых количествах стали поступать Герцену только в 1856 году, и в открытом письме К. Д. Кавелина и Б. Н. Чичерина, сопровождающем один из первых пакетов рукописей, содержалась просьба издателю напечатать рукописи не в «Полярной звезде», а отдельным изданием. Это отвечало планам Герцена. Чтобы материалы из оппозиционного либерального лагеря не были потеряны, Герцен и Огарёв начинают выпуск «Голосов из России». В заметке «От издателя», открывающей первый выпуск, Герцен отмежевывается от авторов сборника: «Мы не отвечаем за мнения, изложенные не нами, нам уже случалось печатать вещи прямо противоположные нашему убеждению, но сходные в цели. Роль цензора нам противна еще со времен русской жизни». В своих частных письмах Александр Герцен называл тексты Кавелина и Чичерина «совершенно ложными статейками», «дурными» и «осиплыми» голосами. Однако со временем направленность издания меняется и вполне сливается с линией «Колокола».
Сборники издавались «ливрезонами», без особой периодичности, по мере поступления материала. Томики были небольшого формата, 14x11 см, около 900 знаков на страницу и стоили по два шиллинга. Основные темы издания — крестьянская реформа, отмена цензуры, свобода личности. Большинство статей опубликовано без указания авторства или, по крайней мере, под псевдонимами. С 1856 по 1860 годы вышло девять сборников. Планировался выпуск десятого, со статьей К. С. Аксакова о докладах отделений Редакционных комиссий, однако, по-видимому, события, связанные со свершившейся крестьянской реформой, сделали его издание неактуальным.
Также Герценом было осуществлено второе издание сборников.
В 1974—1976 годах «Группой по изучению революционной ситуации в России конца 1850-х — начала 1860-х годов» подготовлено комментированное факсимильное издание памятника.

## Авторы
Герцен создал Вольную русскую типографию в 1853 году чтобы дать бесцензурную трибуну русской оппозиции. Однако, в течение первых нескольких лет, эта возможность была не востребована. Наконец в 1856 году удалось наладить связь с авторами в России. К. Д. Кавелин и Б. Н. Чичерин переправили на запад серию своих программных статей либеральной идеологии, распространявшихся до этого в России в списках. Но в сопровождающем письме они резко дистанцировались как от самого Герцена, так и от его радикального альманаха: «Вы удивляетесь, отчего вам не шлют статей из России; но как-же вы не понимаете, что нам чуждо водружённое вами знамя? Начните издание сборника другого рода, нежели ваша „Полярная Звезда“, и у вас больше найдется сотрудников, и самое издание будет лучше расходится в России <…> . Но если вы хотите непременно продолжать на старый лад, то пишите лучше по-французски, ибо во всяком случае вы пишите для Франции, а не для России.» Так, со взаимным отвращением издателя и первых авторов, к обоюдной пользе, появились «Голоса». Основой первых выпусков стали статьи умеренных либералов — Кавелина, Чичерина, Мельгунова. Издание зажило, с этого времени у Герцена больше не было недостатка в материалах.
В четвертой книжке «Голосов из России» были напечатаны несколько стихотворений. Среди них ответ А. И. Одоевского на послание Пушкина декабристам («Во глубине сибирских руд…»), сатира Курочкина, стихи Дмитриева и Мея.
Опубликованный в пятой книжке проект крестьянской реформы В. А. Панаева стал предметом рассмотрения членов Редакционных комиссий.
Примечательна биография-памфлет «Граф В. Н. Панин. Министр юстиции.» Её автором считается будущий Обер-прокурор Святейшего Синода К. П. Победоносцев, впоследствии знаменитый своим консервативным мировоззрением и последовательным противодействием либеральной идеологии.
В восьмой книжке была опубликована записка Ростовцева (председателя Редакционных комиссий по крестьянскому делу) Александру II о проекте крестьянской реформы, написанная незадолго до смерти автора. Копии этой записки были сделаны для ограниченного круга членов главного комитета и некоторых других лиц, и неизвестными путями попали в Вольную русскую типографию (можно отметить, что позднее оба сына Ростовцева были уволены со службы за сношения с Герценом).

## Содержание сборников
Поскольку авторы статей в «Голосах из России» по соображениям безопасности, как правило, не раскрывались, указанная ниже атрибуция — результат исследования архивов издателей и их корреспондентов.

### Часть первая
Издана в 1856 г., вероятно в июле.
- А. И. Герцен. От издателя.
- К. Д. Кавелин, Б. Н. Чичерин. Письмо к издателю.
- К. Д. Кавелин. Записка о письменной литературе.
- Н. А. Мельгунов. Мысли вслух об истекшем тридцатилетии России.

### Первый выпуск — второй части
Издан в октябре 1856 г.
- А. И. Герцен. От издателя.
- Н. А. Мельгунов. Приятельский разговор.
- Н. А. Мельгунов(?). Циркуляр министра внутренних дел (от 10 апреля 1856 г.)
- Б. Н. Чичерин. О полковых командирах и их хозяйственных распоряжениях.
- Письмо из провинции.
- М. П. Погодин(?). Кто гости?
- Б. Н. Чичерин. О крепостном состоянии.

### Книжка третья
Издана в июне 1857 г.
- А. И. Герцен. От издателя.
- Б. Н. Чичерин. Об аристократии, в особенности русской.
- К. Д. Кавелин. Государственное крепостное право в России.
- Шнуровая книга обличений

### Книжка четвертая
Издана в августе 1857 г.
- П. Л. Лавров. Письмо к издателю.
- Современные отголоски (стихотворения.)

П. Л. Лавров. Пророчество
П. Л. Лавров. Русскому народу
А. И. Одоевский. Ответ на послание Пушкина.
Л. А. Мей. Вечевой колокол.
М. А. Дмитриев. «Когда наш Новгород Великий…»
П. А. Каратыгин. Французам.
В. С. Курочкин(?). Русский певец.
В. С. Курочкин. Двуглавый орёл.
- Б. Н. Чичерин. Современные задачи русской жизни.
- Н. А. Мельгунов. Россия в войне и в мире.
- Голос из России.

### Книжка V
Издана около 1 ноября 1858 г.
- В. А. Панаев. Об освобождении крестьян в России.

### Книжка VI
Издана в декабре 1858 г.
- А. И. Герцен, Н. П. Огарёв. От издателя.
- Маркиз Владимир Лафит де ла Пельпор. Слово князю Сергею Павловичу Голицину в ответ на его Печатную правду вяземского мужичка Петра Артамонова.
- Н. И. Тургенев. Об устройстве удельных имений с целью уничтожения крепостного права.
- Неизвестный автор. Письмо к императору Александру II.
- Неизвестный автор. Письмо к издателю «Колокола».

### Книжка VII
Издана в начале 1859 г.
- К. П. Победоносцев. Граф В. Н. Панин. Министр юстиции.

### Книжка VIII
Издана около сентября 1860 г.
- Н. П. Огарёв. Предисловие к VIII и IX книжкам «Голосов из России».
- Н. А. Серно-Соловьевич. Проект действительного освобождения крестьян.
- Доклад, или так называемое, политическое завещание Ростовцева.

### Книжка IX
Издана около октября 1860 г.
- А. И. Герцен, Н. П. Огарёв. От редакции.
- А. М. Унковский Соображения по докладам Редакционных комиссий.